# Administración de los Mataderos

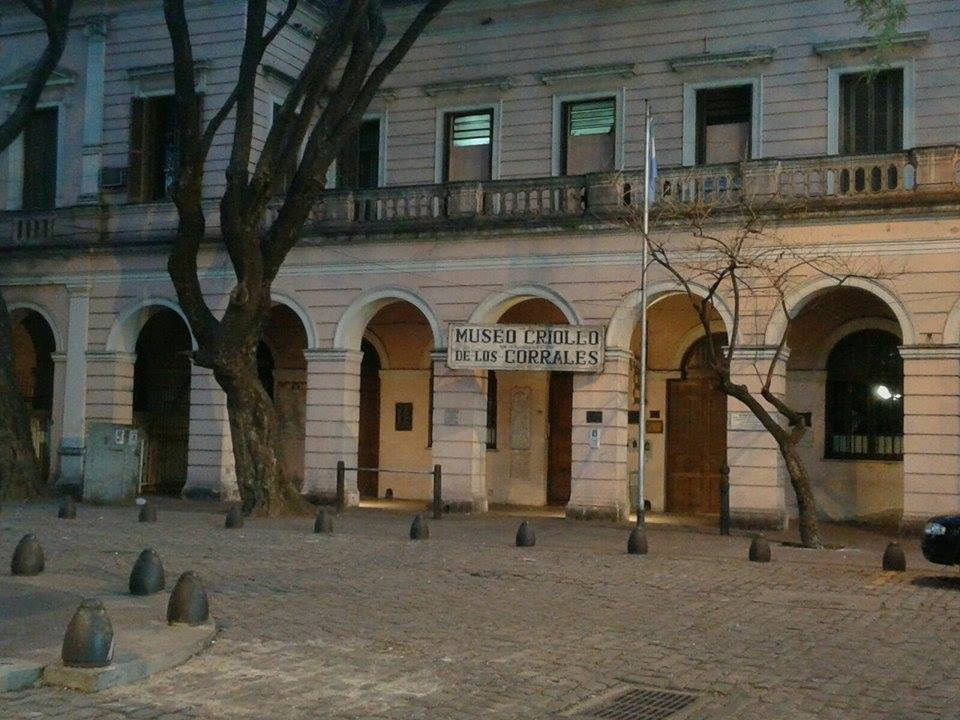
Museo Criollo de los Corrales, ubicado en Mataderos, ciudad de Buenos Aires

La Administración de Mataderos es un monumento histórico ubicado en la ciudad de Buenos Aires, junto a la intersección de las avenidas Lisandro de la Torre y de los Corrales, en el barrio de Mataderos. Es una zona muy concurrida, con bares, lugares para comer, un museo y monumentos.
El 14 de abril de 1889 comenzó la construcción de la matanza reglada de bovinos, corderos, cerdos, caballos. Este edificio reemplazó el ciclo de los "Corrales viejos" situados en el actual barrio de Parque Patricios, que a su vez habían reemplazado a los corrales en la Plaza Miserere del actual barrio de Balvanera. 
En 1901 se inauguraron las instalaciones del barrio de Mataderos, denominándolo entonces "Nueva Chicago" debido a las industrias de la carne en la ciudad de Chicago de Estados Unidos. Este barrio pasó a ser la prolongación de La Pampa que llegaba hasta Buenos Aires ya que era el lugar por donde el resero llevaba los animales hacia el matadero y donde se producía el encuentro entre el porteño y el criollo. Los mataderos contaban con frigoríficos, talabarterías, empresas de transporte de ganado en pie y otras actividades afines.
Alrededor de las instalaciones comenzó a formarse el barrio y la población vivía de la nueva fuente de trabajo que se había instalado.

## Principales Monumentos

### Feria de Mataderos
Se realiza todos los domingos con gran afluencia de público (concurren familias, niños, parejas).
Casi trescientos puestos de venta de artesanías gauchescas, docenas de parrillas; se realizan bailes típicos de su cultura, pruebas de destreza gauchesca como corridas, la sortija; y en la Recova, al lado de los talleres artísticos y artesanales.
En el escenario de la feria, donde desfilan los más importantes folcloristas, siempre hay un lugar reservado para el singular arte de la payada.

### El gaucho resero
Este monumento fue representado por Resero sobre un caballo , hecho en bronce en 1932.
A pedido de la municipalidad la obra fue encargada al escultor Emilio Jacinto Samiguet, se encuentra colocada en la entrada del “ Mercado de Liniers” en homenaje al humilde arreador de reses y a su inseparable compañero, el caballo criollo. 
En la fachada del cuerpo central, podemos ver grandes pilares y los arcos de medio punto de las galerías. Cuenta con dos alas laterales de menor altura.
El 5 de mayo de 1979 fue declarado Monumento Histórico Cultural.

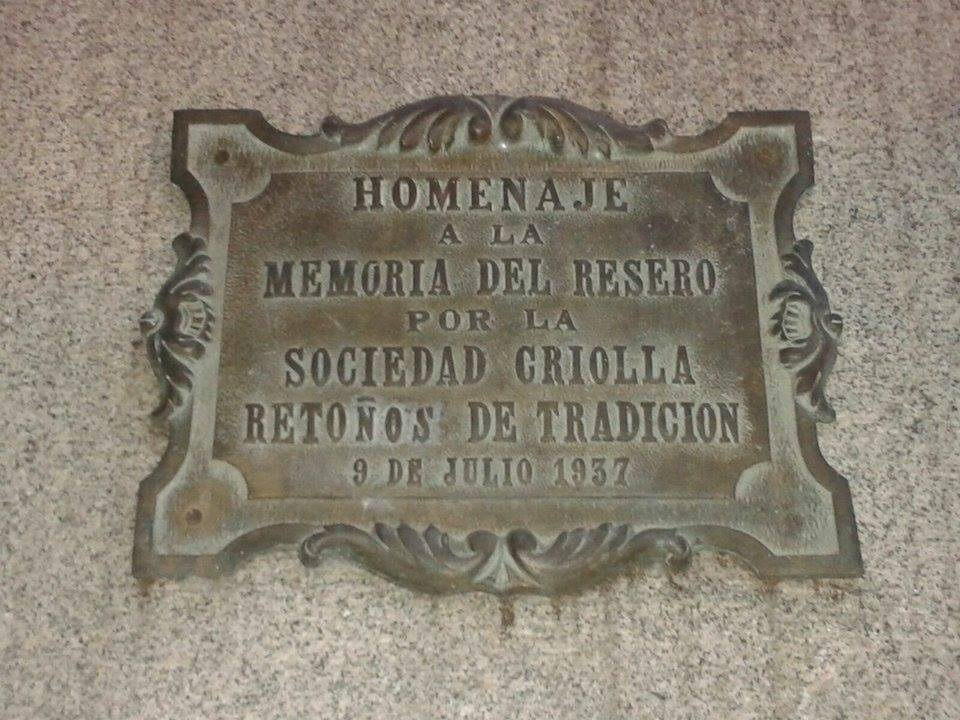
Ubicado en Mataderos, ciudad de Buenos Aires

### Museo Criollo de los Corrales
Se encuentra ubicado en la Avenida de los Corrales al 6436. Fue inaugurado el 9 de julio de 1964.
Es un espacio abierto a la cultura ya que se exhiben testimonios históricos relacionados con la actividad rural y con el hombre de campo, además intenta ser una referencia para quienes quieran indagar en la historia del barrio de Mataderos. En su salón se realizan espectáculos culturales, presentaciones de obras literarias, conferencias -propias o de instituciones de la zona o gubernamentales que obtienen el lugar en forma gratuita-, se imparten clases de dibujo, pintura, filete, letras y clases de guitarra.
Dispone además de salas para exposiciones de distintos géneros como pintura, escultura y fotografía, cerámica, tallas en madera. 
En la actualidad esta la institución tiene como proyecto la creación del Museo de la Historia de la Carne en la República Argentina, iniciativa que ya cuenta con el apoyo organismos del Estado, por instituciones privadas y organizaciones no gubernamentales.
Aquí se pueden apreciar alrededor de 3.000 piezas, entre las cuales se destacan un recado completo, la "Carreta La Corralera", mates de plata y calabaza, , tabaqueras, boleadoras, espuelas, estribos, frenos, pinturas, monedas antiguas y armas antiguas. Además hay un Centro de Salud y Acción Comunitaria instalada por el Gobierno de la Ciudad de Buenos Aires.
- Datos: Q25405030